# Route stratégique
Dieser Artikel wurde aufgrund von inhaltlichen Mängeln auf der Qualitätssicherungsseite des WikiProjekts Straßen eingetragen. Dies geschieht, um die Qualität der Artikel aus dem Themengebiet Straßen auf ein akzeptables Niveau zu bringen. Bitte hilf mit, die inhaltlichen Mängel dieses Artikels zu beseitigen, und beteilige dich bitte an der Diskussion!

Begründung: „mager und mit nicht gerechtfertigter Schweizer Rechtschreibung, Grammatik“
Bei den Route stratégique handelte es sich um ein Straßennetz aus 38 Straßen im Westen Frankreichs, das von 1833 bis 1862 existierte. Sie wurden angelegt, um schnellere Militärverlegungen durchzuführen. Ein Teil dieser wurde wegen ihrer Bedeutung in Nationalstraßen umgewandelt und mit Nummern versehen, die sich an in ihrer Nähe verlaufende Nationalstraßen orientierten:
- Route nationale 23bis
- Route nationale 137bis
- Route nationale 138ter
- Route nationale 148bis
- Route nationale 149bis
- Route nationale 159bis
- Route nationale 160bis
- Route nationale 161bis
- Route nationale 162bis
- Route nationale 163bis
- Route nationale 178bis